# SN 2005eo
SN 2005eo – supernowa typu Ic odkryta 4 października 2005 roku w galaktyce UGC 4132. Jej maksymalna jasność wynosiła 17,25m.